# Código de Regulaciones Federales
En la legislación de Estados Unidos de América, el Código de Regulaciones Federales (o CFR por su sigla en inglés: Code of Federal Regulations) es la codificación de reglas y regulaciones generales y permanentes (a veces llamada legislación administrativa) publicada en el Registro Federal por los departamentos ejecutivos y las agencias del gobierno federal. El CFR está dividido en un total de 50 títulos que representan a las diversas áreas amplias sujetas a regulación federal.
La edición anual (la CFR annual edition) es la codificación general y permanente publicada por la Oficina de Registro Federal (Office of the Federal Register, parte de Archivos Nacionales y Administración de Documentos) y la Oficina de Publicaciones Gubernamentales (United States Government Publishing Office o GPO).

## Trasfondo
En Estados Unidos de América, bajo la interpretación actual de la doctrina de la no delegación que surge del fallo J. W. Hampton, Jr. & Co. v. United States (1928)), las agencias federales pueden ser habilitadas específicamente por la legislación para crear reglamentación bajo la guía y el criterio indicados por el poder legislativo (potestad reglamentaria). El ejercicio de la potestad reglamentaria está regulado por la Ley de procedimiento administrativo (conocida como APA por su acrónimo en inglés de Administrative Process Act). Dicha ley suele requerir como parte del proceso la publicación de un Aviso de reglamentación propuesta (NPRM, Notice of Proposed Rulemaking), un período de recepción de comentarios y participación en la toma de decisiones, su adopción, y publicación final vía el Registro Federal.